# Mützdorf
Mützdorf ist ein Ortsteil der Gemeinde Wiesenburg/Mark im Landkreis Potsdam-Mittelmark in Brandenburg.

## Lage
Der Ort liegt südöstlich des Kernortes Wiesenburg an der Landesstraße L 831. Südwestlich des Ortes erstreckt sich das rund 60,5 ha große Naturschutzgebiet Flämingbuchen, südlich verläuft die Landesgrenze zu Sachsen-Anhalt. Rund 250 m westlich des Ortes befindet sich der Flurname Blache Heide.

## Geschichte

### 14. bis 17. Jahrhundert
Das Gassendorf wurde im Jahr 1388 erstmals als musselicz urkundlich erwähnt und gehörte zu dieser Zeit bereits der Familie Preußnitz. Allerdings war es 1426/1427 nachweislich wüst gefallen (Mutzdorff deszerta). Im Jahr 1506 besaß ein Einwohner aus Grubo das wüste Gut Mützdorf von der Familie Preußnitz zum Lehen. Kurz darauf erschien die Schreibweise Mustorp (1514). Die Familie übergab das Dorf im Jahr 1526 an die Familie von Brück, die es bis 1577 hielt und anschließend an das Amt Belzig-Rabenstein verkauften. Zwei Jahre zuvor war 1575 ein neu aufgebautes Dorf entstanden, in dem ein Hufner und acht Kossäten lebten. Der Pfarrer erhielt 20 1⁄2 Mandeln 14 Garben Heidekorn als Zehnten, der Küster bekam 7 1⁄2 Scheffel Korn, zehn Brote sowie zwei Scheffel aus Brück. Der Richter zahlte 1 1⁄2 Scheffel, jeder Kossäte 1⁄2 Scheffel. Außerdem erhielt er vom Richter zwei Brote sowie von jedem Kossäten ein Brot. Ausweislich einer Statistik aus dem Jahr 1591 lebten in Mützdorff zehn besessene Mann. Der Richter besaß eine Erb- und eine Laßzins-Hufe; acht weitere Personen besaßen je eine Laßhufe, der Schmied ein Häuslein und einen Garten.
Im Dreißigjährigen Krieg wurde Mützdorf im Jahr 1640 erneut als „öde und wüst“ bezeichnet, so auch 1676. Ein Schulze mit einer Erb- und einer Laßhufe erschien im Jahr 1682, während alle anderen Stellen nach wie vor wüst lagen.

### 18. Jahrhundert
Im Jahr 1701 lebten im Dorf ein Schulze mit einer Lehn- und einer Laßhufe gemeinsam mit acht Einlaßhufnern, von denen zwei Haus und Hof besaßen. Es gab außerdem einen Häusler und einen Hirten. Sie alle bewirtschafteten 22 Morgen (Mg) Wiese. Eine Statistik aus dem Jahr 1718 zählte neun Hufner und drei Häusler auf, die auf 10 Hufen je 55 Dresdner Scheffel aussäten. An der Struktur änderte sich in den kommenden Jahrzehnten nicht viel: 1743 waren es ein Zweihufner (der Schulze), acht Einhufner und 10 Hufen. Im Jahr 1777 wurden 17 angesessene Mann gezählt: neun Halbhufner und acht Häusler; es gab ein Katechetenhaus sowie ein Hirtenhaus.

### 19. Jahrhundert
Im Jahr 1806 lebten im Dorf drei Zweihufner (darunter der Schulze), vier Einhufner und zehn Häusler auf zehn Hufen. Eine andere Statistik aus dem Jahr 1822 führte neun Hufner auf, darunter den Erbgerichtsschulzen sowie den Krüger. Es gab einen Kossäten und zehn Häusler; von diesen war einer als Leineweber und einer als Schneider tätig. Die Einwohner bewirtschafteten zehn Erbhufen, außerdem 22 Scheffel Aussaat auf dem unverhuften Acker, der als Flache Heide bezeichnet wurde. Bis 1837 war ein Vorwerk entstanden; im Dorf gab es 24 Wohnhäuser. Das Dorf umfasste im Jahr 1858 insgesamt fünf öffentliche, 26 Wohn- und 38 Wirtschaftsgebäude auf einer Fläche von 811 Mg: 12 Mg Gehöfte, 1 Mg Gartenland, 752 Mg Acker, 44 Mg Wiese und 2 Mg Weide. Im Jahr 1880 entstand eine Dorfkirche.

### 20. Jahrhundert

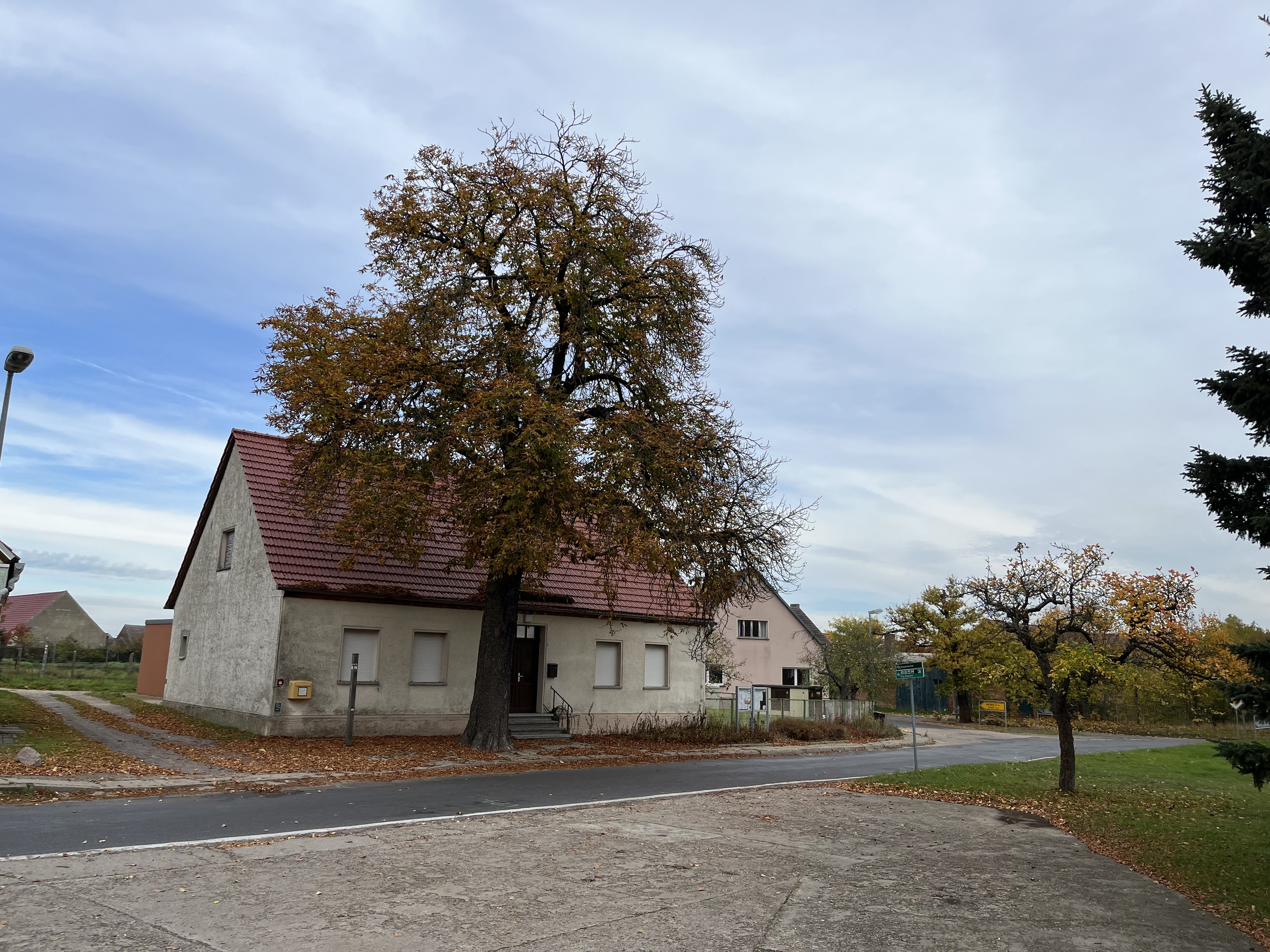
Ortsansicht Mützdorf

Zur Jahrhundertwende standen auf 327 Hektar (ha) insgesamt 35 Häuser. Ein zuvor bestehender Schutzbezirk mit einem Forstaufseherhaus wurde 1928 mit der Gemeinde Mützdorf vereinigt. Im Jahr 1931 bestand das 462 ha große Dorf aus 33 Wohnhäusern mit 35 Haushaltungen. Eine Statistik aus dem Jahr 1939 führte sechs land- und forstwirtschaftliche Betriebe mit einer Größe zwischen 20 und 100 ha auf. Weitere vier Betriebe waren zwischen 10 und 20 ha groß, zehn zwischen 5 und 10 ha sowie neun zwischen 0,5 und 5 ha.
Nach dem Zweiten Weltkrieg erhielt Mützdorf von der Gemeinde Grubo eine Zulage in Höhe von 97 ha. Weitere 32 ha kamen aus der Gemeinde Lehnsdorf. Die 129 ha, 61 ha Acker und 68 ha Wald wurden aufgeteilt: 11,6 ha gingen an zwei landlose Bauern sowie 117,4 ha an 20 Bauern. Hinzu kam eine unbekannte Große aus Klein Glien. Die Bauern gründeten 1953 eine LPG Typ I mit sieben Mitgliedern und 37 ha Fläche, die 1957 in eine LPG Typ III überging. Ein Jahr später gründete sich eine weitere LPG Typ I. Im Jahr 1960 bestand die LPG Typ III mit 36 Mitgliedern und 204 ha Fläche, die sich 1972 mit der LPG Typ III Grubo zusammenschloss. Außerdem gab es eine zweite LPG Typ I mit 32 Mitgliedern und 143 ha Fläche, die 1961 zusammengeschlossen und später an die LPG Typ III angeschlossen wurde. Im Dorf bestand im Jahr 1973 eine Kooperative Abteilung Pflanzenproduktion Saatbau Borne Stützpunkt Mützdorf.

### Bevölkerungsentwicklung
| Jahr      | 1817 | 1837 | 1858 | 1871 | 1885 | 1895 | 1905 | 1925 | 1939 | 1946 | 1964 | 1971 |
| Einwohner | 112  | 161  | 191  | 192  | 185  | 181  | 172  | 183  | 132  | 205  | 147  | 127  |

## Sehenswürdigkeiten
- Die Dorfkirche Mützdorf ist eine neoromanische Saalkirche aus dem Jahr 1880. Im Turm hängt eine Glocke aus dem Jahr 1746.
- Ein Denkmal erinnert an die Gefallenen des Ersten Weltkriegs.